# Conceição Geremias
Conceição Geremias (née le 23 juillet 1956 à Campinas) est une athlète brésilienne, spécialiste de saut en longueur et des épreuves combinées. Elle participe trois fois aux Jeux Olympiques en 1980, 1984 et 1988 et remporte les Jeux Panaméricains en 1983.

## Biographie

### Débuts
A dix ans, elle découvre le sport en cours d'éducation physique. À la suite d'une victoire lors d'un compétition au collège, elle est repérée par son professeur qui commence à l’entraîner en saut en longueur à côté de l'école. Après sa deuxième compétition, elle est conviée pour s’entraîner avec la sélection de Campinas.
A l'âge de 17 ans, elle remporte trois médailles aux Championnats d'Amérique du Sud à Santiago en 1974: l'or sur 100 mètres, l'argent en saut en longueur et le bronze sur 200 mètres.

### Victoire aux Jeux Panaméricains
En 1983, elle remporte les Jeux Panaméricains en heptathlon en établissant un nouveau record d'Amérique du Sud avec 6 084 points. C'était la première fois que cette épreuve se disputait, elle a remplacé l'épreuve de Pentathlon disputée jusque là chez les femmes. Ce record d'Amérique du Sud tiendra vingt cinq ans. Il ne sera battu qu'en 2008 lors des Jeux Olympiques de Pékin par Lucimara da Silva.
En 1984, elle participe aux Jeux Olympiques de Los Angeles dans deux épreuves. En saut en longueur, elle prend la dix huitième place des qualifications avec 6 m 04 et dans l'épreuve d'heptathlon, elle abandonne après avoir fait zéro au lancer de javelot.
En 1995, elle remporte à trente neuf ans la médaille de bronze du saut à la perche lors de ses derniers championnats d'Amérique du Sud.
Elle remporte durant sa carrière vingt-et une médailles aux Championnats d'Amérique du Sud dont dix médailles d'or dans différentes épreuves.

### Reconversion comme entraîneur
À la suite de sa carrière, elle devient entraîneur puis consultante,. Elle entraîna notamment Evandro Lazari qui est aujourd'hui entraîneur du relais brésilien.

## Palmarès
| Date | Compétition                    | Lieu        | Résultat | Épreuve     | Marque   |
| ---- | ------------------------------ | ----------- | -------- | ----------- | -------- |
| 1974 | Championnats d'Amérique du Sud | Santiago    | 1re      | 100 m       | 12 s 1   |
| 1974 | Championnats d'Amérique du Sud | Santiago    | 2e       | Longueur    | 6 m 03   |
| 1974 | Championnats d'Amérique du Sud | Santiago    | 3e       | 200 m       | 24 s 7   |
| 1975 | Championnats d'Amérique du Sud | Rio         | 1re      | Pentathlon  | 3904 pts |
| 1977 | Championnats d'Amérique du Sud | Montevideo  | 3e       | Longueur    | 5 m 49   |
| 1977 | Championnats d'Amérique du Sud | Montevideo  | 1re      | Pentathlon  | 3863 pts |
| 1979 | Championnats d'Amérique du Sud | Bucaramanga | 2e       | Longueur    | 5 m 95   |
| 1979 | Championnats d'Amérique du Sud | Bucaramanga | 2e       | Pentathlon  | 3880 pts |
| 1980 | Jeux Olympiques                | Moscou      | 14e      | Pentathlon  | 4263 pts |
| 1981 | Championnats d'Amérique du Sud | La Paz      | 1re      | Longueur    | 6 m 26   |
| 1981 | Championnats d'Amérique du Sud | La Paz      | 1re      | 400 m haies | 60 s 0   |
| 1983 | Championnats d'Amérique du Sud | Santa Fe    | 2e       | Hauteur     | 1 m 77   |
| 1983 | Championnats d'Amérique du Sud | Santa Fe    | 1re      | 400 m haies | 59 s 5   |
| 1983 | Championnats d'Amérique du Sud | Santa Fe    | 1re      | Heptathlon  | 5865 pts |
| 1983 | Jeux panaméricains             | Caracas     | 1re      | Heptathlon  | 6084 pts |
| 1984 | Jeux Olympiques                | Los Angeles | 18e      | Longueur    | 6 m 04   |
| 1984 | Jeux Olympiques                | Los Angeles | —        | Heptathlon  | DNF      |
| 1985 | Championnats d'Amérique du Sud | Santiago    | 1re      | Longueur    | 6 m 04   |
| 1985 | Championnats d'Amérique du Sud | Santiago    | 2e       | Hauteur     | 1 m 73   |
| 1987 | Championnats d'Amérique du Sud | São Paulo   | 1re      | Heptathlon  | 5550 pts |
| 1988 | Jeux Olympiques                | Séoul       | 22e      | Heptathlon  | 5508 pts |
| 1989 | Championnats d'Amérique du Sud | Medellin    | 1re      | Heptathlon  | 5574 pts |
| 1991 | Championnats d'Amérique du Sud | Manaus      | 2e       | Heptathlon  | 5277 pts |
| 1993 | Championnats d'Amérique du Sud | Lima        | 2e       | Heptathlon  | 5105 pts |
| 1993 | Championnats d'Amérique du Sud | Lima        | 3e       | Triple saut | 12 m 71  |
| 1995 | Championnats d'Amérique du Sud | Manaus      | 2e       | Perche      | 2 m 70   |

## Records
| Épreuve          | Temps    | Date         | Lieu       |
| ---------------- | -------- | ------------ | ---------- |
| Saut en longueur | 6 m 42   | 26 mai 1984  | Bratislava |
| Heptathlon       | 6084 pts | 25 août 1983 | Caracas    |